# Johann Friedrich von Luxburg
Freiherr Johann Friedrich von Luxburg, ab 1790 Graf von Luxburg (* 25. Juni 1748; † 1820) war pfalzgräflich zweibrückischer und landgräflich hessen-darmstädtischer Geheimer Rat und Oberschenk. Er war der Stammvater der Grafen von Luxburg.

## Leben
Er entstammte einem St. Gallener Ratsgeschlecht und war der Sohn des durch Salzhandel wohlhabenden Kaufmanns Johannes Girtanner von Luxburg, Generalagent der lothringischen Salzwerke, der zunächst 1776 als „Edler von Luxburg“, benannt nach seinem Besitz Schloss Luxburg bei Egnach am Bodensee, in den Reichsritterstand und drei Jahre später (1779) in den Reichsfreiherrnstand erhoben worden war.
Luxburg wurde am 24. September 1790 in München durch Kurfürst Karl Theodor von Pfalzbayern als Reichsvikar in den Reichsgrafenstand erhoben.
Er heiratete am 7. März 1780 in Homburg Carolina Maria Dorothea Freiin Vogt von Hunolstein, Tochter des landgräflich hessen-kasselischen Geheimrats Friedrich von Hunolstein.
Kinder:
- Karl August (1782–1849), Intendant des Theaters in Mannheim
- Friedrich (1783–1856), königlich bayerischer Staatsrat und Gesandter

## Belege
1. ↑  Walter Bohrer: Register zu dem Evangelisch-Reformierten Kirchenbuch der Pfarrei Homburg 1748–1798, Zweibrücken 1987, S. 61